# 불교 용어 목록 (ㅎ)

바로가기:
ㄱ
경
구
ㄴ
ㄷ
ㄹ
ㅁ
명
무
묵
ㅂ
불
ㅅ
삼
삽
선
소
수
시
심
ㅇ
오
온
유
육
이
ㅈ 

정
지
ㅊ
ㅋ
ㅌ
ㅍ
ㅎ

## 하계
1. 하계(下界)는 지옥도(地獄道) · 아귀도(餓鬼道) · 축생도(畜生道) · 수라도(修羅道) · 인간도(人間道) · 천도(天道)의 6도(六道) 중 천도(天道)를 제외한 나머지 5가지 도를 말한다. 이 5가지의 도를 5도(五道)라고 한다. 이에 대하여 천도(天道) 또는 천상도(天上道)를 상계(上界)라고 한다.
보통 5도(五道)는 지옥도(地獄道) · 아귀도(餓鬼道) · 축생도(畜生道) · 인간도(人間道) · 천도(天道)의 5취(五趣)의 동의어로 사용되는데, 따라서 하계(下界)의 의미로서의 5도(五道)는 5취(五趣)와는 다르다.
2. 하계(下界)는 어떤 계(界) 또는 천(天: 하늘)의 바로 아래의 계(界) 또는 천(天: 하늘)을 가리킨다. 예를 들어, 3계 중 욕계는 색계의 하계(下界)이다. 색계의 4선천(四禪天) 중 초선천(初禪天)은 2선천(二禪天)의 하계(下界)이다.

## 하지
하지(下地)는 여러 지(地)가 있을 때 서로를 비교하여 상위에 위치하는 지(地)에 대하여 하위에 위치하는 지(地)를 가리킨다.

## 한량없는 생각
한량없는 생각은 무량상(無量想)의 다른 말이다.

## 학인
학인(學人)은 유학(有學, śaiksa, 팔리어: sekha)의 다른 말이다. 학인 또는 유학(有學)은 무루지(無漏智)를 성취(成就)한 성자(聖者)를 말한다. 아비달마불교의 교학에서, 4향4과(四向四果) 중에서 마지막의 아라한과를 제외한 4향3과의 성자(聖者)를 유학이라 하는데, 아직 끊지 못한 번뇌가 있으므로 닦아야 할 무루(無漏)의 계(戒) · 정(定) · 혜(慧)와 택멸(擇滅)의 이치가 있기 때문에 유학이라 한다. (참고: 무학(無學))

## 학작의
학작의(學作意)는 부파불교의 설일체유부의 논서 《아비달마품류족론》에서 작의(作意)의 마음작용을 3가지로 나눈 학작의(學作意) · 무학작의(無學作意) · 비학비무학작의(非學非無學作意)의 3작의(三作意) 가운데 하나이다.
학작의(學作意)는 유학(有學) 즉 유학위(有學位: 배울 것이 있는 계위)의 성자인 수다원 · 사다함 · 아나함의 작의를 말한다.

## 한
한(恨,
산스크리트어: upanāha,
영어: resentment,
enmity,
vindictiveness)은
마음(6식 또는 8식, 즉 심왕, 즉 심법)으로 하여금 분노(憤怒: 분개하여 몹시 성을 냄)의 대상에 대해 자주 여러 번 생각하게 함으로써 그 대상에 대해 원한(怨恨: 억울하고 원통한 일을 당하여 응어리진 마음)을 품게 하고 또 그렇게 하여 품은 원한을 버리지 않게 하는 마음작용이다.

## 항행
항행(恒行)은 항상 현행한다는 뜻으로, '항행의 심 · 심소' 또는 '항행의 심 · 심소의 일부'라고 칭할 때 흔히 사용되는 낱말이며, 이 경우 제7말나식과 제7말나식과 상응하는 마음작용(심소)을 말한다.

## 해
해(害,
산스크리트어: vihiṃsā,
영어: hostility,
cruelty,
intention to harm)는
불해(不害)의 반대인데, 마음(6식 또는 8식, 즉 심왕, 즉 심법)으로 하여금 다른 이를 핍박(逼迫: 바싹 죄어서 몹시 괴롭게 굶)하게 하는 마음작용이다.

## 행
1. 행(行, 산스크리트어: pratipad)은 '곧바로 속히 나아가게 하는 것[正趣向]' 즉 '열반의 적정한 경지에 곧바로 속히 가게 하는 것'을 뜻한다. 4성제의 도제 즉 성도(聖道)를 가리키는 말이다.
2. 행(行, 산스크리트어: pratipad)은 불교의 수행법 중 하나인 4제 16행상(四諦 十六行相: 4성제를 관찰하는 16종의 관법 또는 관행) 가운데 하나로, 4성제 중 도제에 대한 4가지 관찰[觀法 또는 觀行]인 도(道) · 여(如) · 행(行) · 출(出) 가운데 행을 말한다. 이것은 '도제 즉 성도(聖道)에 대하여, 성도는 곧바로 속히 나아가게 하는 것[正趣向] 즉 열반의 적정한 경지에 곧바로 속히 가게 하는 것이라고 관찰하는 것'을 말한다. 즉, 이러한 수행[行相]을 행이라고 한다.

## 행동
행동(行動)의 일반 사전적인 의미는 '몸을 움직여 동작을 하거나 어떤 일을 함' 이고 동작(動作)의 일반 사전적인 의미는 '몸이나 손발 따위를 움직임. 또는 그런 모양' 인데, 행동 또는 동작은 불교 용어로는 몸으로 짓는 업(業)이라는 뜻에서 신업(身業)이라고 한다. 신업은 신업(身業) · 구업(口業) · 의업(意業)의 3업(三業)의 하나이다.

## 해태
해태(懈怠,
산스크리트어: kausīdya)는
게으름, 즉, 노력하지 않으려 하는 마음작용이다.

## 행사
행사(行捨)는 사(捨)의 다른 말이다.

## 행수음
행수음(行受陰)은 행취온(行取蘊)의 다른 말이다.

## 행위자
행위자(行爲者)는 '어떤 일을 하는 사람', 작자(作者), 짓는 자를 뜻한다. 불교에서는 "업과 업의 상속(相續), 즉 윤회는 인정하지만 업과는 별도의 업을 짓는 자, 즉 행위자, 즉 '윤회의 주체로서의, 업과 별도의, 자아(自我)'를 세우지 않는다"고 말하는데 이것은 5온(五蘊)의 연기관계와 연기법에 따른 5온의 찰나찰나의 상속(相續)외에 별도의 행위자로서의 자아(自我)를 인정하지 않는다는 것을 의미한다.

## 행취온
행취온(行取蘊)은 유위법의 무더기 중 하나인 행온(行蘊: 욕구·의지 무더기)이 유루에 통한 경우로, 취(取: 번뇌)로 생겨나고 취(取: 번뇌)의 부림을 받으며 취(取: 번뇌)를 낳는 욕구 · 의지 무더기라는 의미에서 행취온(行取蘊: 욕구·의지 번뇌 무더기)이라 부른다.
(참고: 5온, 5무루온, 5취온)

## 허공
허공(虛空, 산스크리트어: आकाश ākāśa)은 설일체유부의 5위 75법의 법체계에서 무위법(無爲法) 위(位)에 속한 3무위(三無爲) 중의 하나이며, 유식유가행파와 법상종의 5위 100법의 법체계에서 무위법(無爲法) 위(位) 속한 6무위(六無爲) 중의 하나이다. 아가사(阿迦舍)라 음역하며, 허공무위(虛空無爲, 산스크리트어: ākāśāsaṃskrta)라고도 한다. 공간적 점유성이나 장애성을 지니지 않는 것, 즉 무애(無礙)를 본질로 하는 공간 즉 절대공간을 말한다. 어떠한 것도 장애하지 않기 때문에 색(色: 물질)이 그 가운데서 작용할 수 있다. 말하자면, 일체의 물질적 변화를 제거할 때 남는 법(존재) 또는 공간이다. 이 절대공간은 인연의 화합에 의해 생긴 것이 아니라 그 자체 불생불멸이기 때문에 무위(無爲)라고 한다.

## 허공무위
허공무위(虛空無爲, 산스크리트어: ākāśāsaṃskrta)는 허공(虛空)의 다른 말이다.

## 허광어
허광어(虛誑語)는 망어(妄語: 거짓말, 헛된 말)의 다른 말이다.

## 허망어
허망어(虛妄語)는 망어(妄語: 거짓말, 헛된 말)의 다른 말이다.

## 허위
허위(虛偽)는 망어(妄語: 거짓말, 헛된 말)의 다른 말이다.

## 허위신견
허위신견(虛偽身見)은 유신견(有身見)의 다른 말이다.

## 현관
현관(現觀, 산스크리트어: abhisamaya)의 한자어 문자 그대로의 뜻은 '앞에 있는 경계 즉 대상을 관(觀)한다'는 뜻인데, 부파불교의 설일체유부의 수행론에 말하는 현관과 유식유가행파의 수행론에서 말하는 현관은 서로 차이가 있다.
달리 말하면, 설일체유부의 번뇌론 및 수행론에 따르면 온갖 번뇌의 소멸은 오로지 4성제에 대한 직접적이고도 즉각적인 통찰에 의해 일으켜진[所起] 고지(苦智) · 집지(集智) · 멸지(滅智) · 도지(道智) 등의 무루지에 의해서만 가능한데, 이와 같은 무루지를 일으킬 수 있는 4성제에 대한 직접적이고 즉각적인 관찰 또는 통찰을 현관(現觀)이라고 한다. 또한 이러한 상태를 일으키기 위해 행하는 이러한 종류의 수행 즉 관법(觀法)을 현관(現觀)이라고도 하는데 엄밀히는 전자, 즉 관찰 또는 통찰의 상태만을 의미한다.
부파불교의 설일체유부의 수행론에 따르면, 성도(聖道) 즉 성인들의 길은 견도(見道) · 수도(修道) · 무학도(無學道)의 3계위로 이루어져 있고 이를 3도(三道)라 한다. 그리고 견도 이전의 단계들, 즉 범부가 성도(聖道)에 들기 위한 예비적인 단계들이 있는데, 이 단계들은 크게 3현(三賢)과 4선근(四善根)의 단계로 나뉜다. 3현의 단계 즉 3현위(三賢位)는 5정심관(五停心觀) · 별상념주(別相念住) · 총상념주(總相念住)의 3단계로 이루어져 있으며, 4선근의 단계 즉 4선근위(四善根位)는 다시 난(煖) · 정(頂) · 인(忍) · 세제일법(世第一法)의 4단계로 이루어져 있다.
세제일법(世第一法)은 세간 즉 '범부의 상태 또는 계위'에서 가장 뛰어난 단계라는 뜻인데, 출세간 즉 '성인의 상태 또는 계위'로 들어가기 직전의 단계이다. 이 단계에서 4성제를 직접적이고도 즉각적으로 통찰하는 무루의 현관[無漏現觀]이 성취되는데, 그렇게 되면 그 수행자는 성인의 지위에 들어가게 되고 이것이 곧 견도(見道)가 성취되는 것이며 성도(聖道: 성인들의 길)에 들어가는 것이다.
달리 말하자면, 세제일법(世第一法)에서 낳아진 금강석처럼 단단하고 예리하며 아무런 번뇌(煩惱)도 수반하지 않는 무루혜로써 4제 16행상 전체를 직접적이고도 즉각적으로 통찰하는 순간, 마치 해머를 내려치는 순간 바위가 산산조각으로 깨어지듯이, 견소단(見所斷) 즉 견도소단(見道所斷: 견도위에서 끊어지는 번뇌, 보다 엄밀히는 견도를 성취할 때 끊어지는 번뇌)의 번뇌가 완전히 끊어진다. 그리고 이후로는 수소단(修所斷) 즉 수도소단(修道所斷: 수도위에서 끊어지는 번뇌)의 번뇌만이 남게 된다. 이와 같이 무루혜에 의한 4성제의 현관(現觀)은 '일찍이 관찰한 적이 없었던 일이기 때문에 그것을 도를 보았다고 하여' 견도(見道)라고 한다.
즉, 무루혜(無漏慧)로써 4제 16행상(四諦 十六行相) 전체를 직접적이고도 즉각적으로 통찰하는 상태, 즉 4제 16행상에 대한 무루 현관의 상태, 즉 견도에 의해 견소단(見所斷) 즉 견도소단(見道所斷)의 번뇌가 완전히 끊어진 상태를 증득한 수행자를 성문4과(聲聞四果) 중 예류과(預流果)의 성인이라 한다.
이 이후로는 수소단(修所斷) 즉 수도소단(修道所斷)의 번뇌, 즉 수도(修道)에 의해서만 끊어지는 번뇌들만이 남게 된다. 견도소단의 번뇌와 수도소단의 번뇌는 전자가 이지적인 번뇌인 반면 후자가 정의적인 번뇌라는 차이가 있다. 견도소단의 번뇌는 이지적인 번뇌이기 때문에 마치 해머를 내리치는 순간 바위가 깨어지는 것처럼 무루혜가 현전하는 순간 단박에 끊어지므로, 견도는 오로지 무루(無漏)에 의해 성취된다. 반면,  수도소단의 번뇌는 정의적인 번뇌이기 때문에 연근의 심줄이 끊어지는 것처럼 강성한 것(상상품)에서부터 시작하여 미약한 것(하하품)에 이르기까지 아홉 단계에 걸쳐 점진적으로 끊어진다. 이러한 이유로 수도(修道)는 유루(有漏)와 무루(無漏) 모두에 통한다.
예류과(預流果) 이후의 단계를 살펴보면,
수도(修道)에 의해 즉 다시 4성제의 현관을 수행하여서 수도소단의 번뇌 즉 정의적인 번뇌들을 점진적으로 끊어가게 된다.
즉, 수도(修道)의 단계에서의 현관에 의해
욕계의 수소단의 번뇌 중 일부를 끊으면 일래과(一來果)의 성인이 되고,
욕계의 수소단의 번뇌를 모두 끊으면 불환과(不還果)의 성인이 된다. 즉 불환과에서 비로소 욕계를 벗어나게 된다. 달리 말하면, 불환과를 증득하기 전까지는 비록 무루혜의 일부를 성취하여 성인의 계위에 들었다고 할지라도 여전히 욕계를 벗어나지 못한다. 즉 여전히 욕계의 번뇌, 정확히 말하면, 욕계의 수도소단의 번뇌에 의한 괴롭힘을 받는 상태이다.
이후 색계 · 무색계의 수도소단의 번뇌를 모두 끊으면 아라한과(阿羅漢果)의 성인이 된다.
이상은 부파불교의 설일체유부의 수행론에 따른 현관과 관련된 내용이다.

## 현법
현법(現法, 산스크리트어: dṛṣṭa-dharma, dṛṣṭa-dhārmika)은 현재 생, 즉 차생(此生) · 이번 생 · 금생(今生) · 현생(現生)을 말한다. 견법(見法) 또는 현견법(現見法)이라고도 한다.

## 현색
현색(顯色, 산스크리트어: varna-rūpa)은 형색(形色)과 함께 색경(色境: 눈으로 볼 수 있는 대상)의 두 가지 구분 중의 하나이다. 드러나게 볼 수 있는 색채를 말한다. 청(靑) · 황(黃) · 적(赤) · 백(白) · 연기[煙] · 구름[雲] · 먼지[塵 티끌] · 안개[霧] · 그림자[影] · 빛[光 햇빛] · 밝음[明 햇빛 이외의 빛] · 어둠[闇]의 12가지가 있다. 이들 중 청(靑) · 황(黃) · 적(赤) · 백(白)의 4종을 본색(本色)이라고 하며, 나머지 8가지는 4본색의 차별이다.

## 현선
1. 현선(賢善)은 현선인(賢善人, 산스크리트어: ārya) 또는 현선자(賢善者, 산스크리트어: ārya), 즉 성인(聖人, 산스크리트어: ārya)을 말한다.
2. 현선(賢善, 산스크리트어: ārya)은 성(聖, 산스크리트어: ārya) 즉 성인됨[聖], 즉 성법(聖法) 즉 무루혜를 뜻한다.
3. 현선(賢善)은 현인(賢人)과 선법(善法)을 말한다.

## 현인
현인(賢人)은 범부(凡夫)와 성인(聖人)을 막론하고 현덕(賢德), 즉 어진 덕(德)이 있는 사람을 말한다. 현성(賢聖) 또는 성현(聖賢)의 다른 말이다.

## 현전계
현전계(現前界)는 불현전계(不現前界)에 상대되는 말로, 3계 가운데 욕계를 말한다. 불현전계(不現前界)는 3계 가운데 색계 · 무색계의 상2계를 통칭한다.

## 현재
1. 현재(現在)는 과거 · 현재 · 미래의 삼세(三世) 중 하나로, 어떤 법(法)이 이미 생겨났지만 아직 낙사(落謝: 작용을 그치고 과거로 사라짐)하지 않은 것이다. 불교에서는 시간의 실체를 인정하지 않고, 잠깐도 정지하지 않고, 생기면 반드시 멸하는 유위법(有爲法: 현상계의 사물)에 의지하여 가설적 존재로서의 시간을 세운다.
2. 현재(現在)는 현재의 것 또는 현재의 법이라는 뜻으로, 5온 각각이 가지는 과거(過去) · 미래(未來) · 현재(現在) · 내(內) · 외(外) · 추(麤) · 세(細) · 열(劣) · 승(勝) · 원(遠) · 근(近)의 총 11가지의 품류차별 또는 품류, 즉 11품류 가운데 '현재'를 말한다.
이미 생겨난 색 · 수 · 상 · 행 또는 식으로 아직 없어지지[落謝] 않은 것을 뜻한다.

## 현행
현행(現行, 산스크리트어: abhisaṃskara)은 어떤 법(존재)이 인연의 화합으로 나타나서 현재 시점에서 구체적으로 활동하고 있는 것을 말한다.
부파불교의 설일체유부에서는 일체법이 과거 · 현재 · 미래의 3세에 걸쳐 항상 존재한다고 보았는데, 설일체유부의 교학에 따르면, 현행(現行)이란 미래에 존재하는 법이 인연이 갖추어짐에 따라 현재의 법으로 나타나는 것을 말한다.
이와는 달리, 대승불교의 유식유가행파와 법상종에서는 아뢰야식(阿賴耶識)에 일체법의 종자(種子)가 함장되어 있고 인연이 갖추어지면 그 인연을 따라 해당 종자가 전변하여 나타난다는 입장을 가졌다. 유식유가행파와 법상종의 교학에 따르면, 현행(現行)이란 아뢰야식에 함장된 법의 종자가 인연이 갖추어짐에 따라 현재의 법으로 나타나는 것을 말한다.
따라서, 현행은 실체의 형태로 미래에 존재하건 혹은 종자의 형태로 아뢰야식 안에 존재하건 이미 존재하고 있는 어떤 법이 현재 시점에서 나타나는 것, 즉 생(生) · 기(起) · 발(發) · 생겨남 · 일어남 · 나타남 · 일으킴을 말한다. 끌어들여 일으킨다 또는 끌어들여 현재화시킨다는 뜻에서 인기(引起)라고도 한다. 현재 시점으로 일어난다 또는 현재 시점으로 일으킨다는 뜻에서 현기(現起)라고도 한다.
- 같이 보기: 유위4상의 생(生)

## 현행식
현행식(現行識, 산스크리트어: pravṛtti-vijñāna)은 현재 시점에서 나타나 활동하고 있는 마음, 즉 식(識)을 말한다.
부파불교의 설일체유부에서는 일체법이 과거 · 현재 · 미래의 3세에 걸쳐 항상 존재한다고 보았는데, 일체법에는 심법(心法) 즉 마음 또는 식(識)이 포함된다. 설일체유부의 교학에 따르면, 현행(現行)이란 미래에 존재하는 법이 인연이 갖추어짐에 따라 현재의 법으로 나타나는 것을 말한다. 따라서, 심법(心法: 마음, 식, 즉 6식)의 경우에도 마찬가지로, 현행식이란 인연화합에 의해 미래의 식(심법, 마음)이 현재에 나타나 있는 것을 말한다.
반면, 대승불교의 유식유가행파와 법상종에서는 아뢰야식(阿賴耶識)에 일체법의 종자가 함장되어 있고 인연이 갖추어지면 그 인연을 따라 해당 종자가 전변하여 나타난다는 입장을 가졌다. 유식유가행파의 교학에 따르면, 현행(現行)이란 아뢰야식에 함장된 법의 종자가 인연이 갖추어짐에 따라 현재의 법으로 나타나는 것을 말한다. 따라서, 심법(心法: 마음, 식, 특히 7식)의 경우에도 마찬가지로, 인연화합에 의해 아뢰야식이 전변하여 현재 시점의 7식(말나식과 6식)으로 나타난다고 보았고 이렇게 나타난 7식을 현행식이라고 하였다. 즉, 시각 · 청각기관 · 후각기관 · 미각기관 · 촉각기관 · 사고력을 매개로 하는 6가지 인식기능인 6식(六識)과 이들 6식에 수반되는 자아의식인 말나식(末那識)은 잠재의식인 아뢰야식(阿賴耶識)에 대하여 '현재화된 식, 현행하는 식 또는 현세적인 식'이라는 의미에서 현행식이라 불린다. 또한 이들 7식(말나식과 6식)은 '아뢰야식이 전변하여 현재 나타나 있는 식'이라는 의미에서 전식(轉識)이라고도 불린다.

## 형색
1. 형색(形色, 산스크리트어: samsthāna-rūpa)은 현색(顯色)과 함께 색경(色境: 눈으로 볼 수 있는 대상)의 두 가지 구분 중의 하나이다. 눈으로 보고 몸으로 느껴서 인식하는 물질을 말한다. 장(長) · 단(短) · 방(方) · 원(圓) · 고(高) · 하(下) · 정(正) · 부정(不正: 평평하지 않음)의 8가지가 있다.
2. 형색(形色, 산스크리트어: rūpāvacara)은 형체색상(形體色相)의 줄임말로, 사람의 안색과 용모를 뜻한다.

## 혜
《구사론》의 설일체유부의 교학에 따르면, 혜(慧, 산스크리트어: prajñā, 팔리어: paññā)는 판단 또는 판단작용으로,
5위75법의 중 심소법(心所法)의 대지법(大地法: 마음이 일어날 때면 언제나 항상 함께 일어나는 마음 작용들)에 속한다. (참고: 반야(般若))
《구사론》에 따르면, 혜(慧, prajñā, paññā)는 곧 택법(擇法, dharma-pravicaya, dhamma-vicaya)을 말한다. 즉 모든 법(法)을 살펴서 참된 것[眞]과 거짓된 것[僞], 선한 것[善]과 악한 것[不善]을 판별하여, 참된 것과 선한 것을 취하고 거짓된 것과 악한 것을 버리는 것이다.
《구사론》에 따르면, 인(忍, kṣānti)과 지(智, jñāna)와 견(見, dṛṣṭi)은 모두 혜(慧, prajñā, paññā), 즉 택법(擇法)의 일종이다.

## 혜의 8가지 다른 이름
혜의 8가지 다른 이름은
혜(慧) 즉 반야(般若) 즉 지혜(智慧, 知慧)의 8가지 이름인
지(智) · 견(見) · 명(明) · 각(覺) · 해(解) · 혜(慧) · 광(光) · 관(觀)을 말한다.
《품류족론》과 《구사론》에 따르면,
세속지(世俗智) · 법지(法智) · 유지(類智) · 고지(苦智) · 집지(集智) · 멸지(滅智) · 도지(道智) · 타심지(他心智) · 진지(盡智) · 무생지(無生智)의 10지(十智) 가운데 진지와 무생지는 다음과 같이 정의된다.
진지(盡智, 산스크리트어: ksaya-jñāna): "나는 이미 괴로움을 알았다[我已知苦]. 나는 이미 괴로움의 원인을 끊었다[我已斷集]. 나는 이미 괴로움의 소멸을 증득하였다[我已證滅]. 나는 이미 괴로움의 소멸에 이르는 길을 닦았다[我已修道]."라고 스스로 두루 알아서[遍知], 이러한 변지(遍知, 산스크리트어: parijñā)의 상태로부터 일어나는 지(智) · 견(見) · 명(明) · 각(覺) · 해(解) · 혜(慧) · 광(光) · 관(觀)을 모두 통칭하여 진지라 한다.
무생지(無生智, 산스크리트어: anutpāda-jñāna): '나는 이미 [미래의 '괴로움'을 포함한 모든] 괴로움을 알았으므로 다시 더 알아야 할 '괴로움'이 없다[我已知苦不復當知]. 나는 이미 [미래의 '괴로움의 원인'을 포함한 모든] '괴로움의 원인'을 끊었으므로 다시 더 끊어야 할 '괴로움의 원인'이 없다[我已斷集不復當斷]. 나는 이미 [미래의 '괴로움의 소멸'을 포함한 모든] '괴로움의 소멸'을 증득하였으므로 다시는 더 증득해야 할 '괴로움의 소멸'이 없다[我已證滅不復當證]. 나는 이미 [미래의 '괴로움의 소멸에 이르는 길'을 포함한 모든] '괴로움의 소멸에 이르는 길'을 닦았으므로 다시는 더 닦아야 할 '괴로움의 소멸에 이르는 길'이 없다[我已修道不復當修].'라고 스스로 두루 알아서[遍知], 이러한 변지(遍知, 산스크리트어: parijñā)의 상태로부터 일어나는 지(智) · 견(見) · 명(明) · 각(覺) · 해(解) · 혜(慧) · 광(光) · 관(觀)을 모두 통칭하여 무생지라 한다.
진지와 무생지는 모두 무학위(無學位)의 성자의 지위, 즉 아라한의 지위에서 득(得)하는 지혜인데,
진지는 현행하는 모든 번뇌에 대해 누진(漏盡)의 상태를 득(得)할 때 즉 모든 현행하는 번뇌가 끊어질 때 이와 동시에 일어나는 무루지(無漏智)이고, 무생지는 모든 번뇌에 대해 비택멸(非擇滅)의 상태를 득(得)할 때 즉 모든 미래의 번뇌가 현재화되는 일이 완전히 없어지는 그러한 경지에 도달할 때 이와 동시에 일어나는 무루지(無漏智)이다.
위의 정의에서 나오는 지(智) · 견(見) · 명(明) · 각(覺) · 해(解) · 혜(慧) · 광(光) · 관(觀)의 8가지는 모두 혜(慧) 즉 반야(般若) 즉 지혜(智慧, 知慧)의 다른 이름이다.
예를 들어, 마음은 심(心)과 의(意)와 식(識), 즉 집기(集起) · 사량(思量) · 요별(了別)이라는 3가지 다름 이름으로도 불리는데, 이들 3가지 각각의 이름은 그것이 부각시켜 드러내는 뜻은 다를지라도 그 본질, 즉 이 이름들이 가리키는 존재는 마음으로 동일하다. 이와 마찬가지로, 지(智) · 견(見) · 명(明) · 각(覺) · 해(解) · 혜(慧) · 광(光) · 관(觀)의 8가지 각각의 이름은 그것이 부각시켜 드러내는 뜻은 아래 목록과 같이 다를지라도 그 본질, 즉 이 이름들이 가리키는 존재는 혜(慧) 즉 반야(般若) 즉 지혜(智慧, 知慧)로 동일하다.
1. 지(智, 산스크리트어: jñāna, 팔리어: ñāna, 영어: knowledge): 결단(決斷, 산스크리트어: niścita, viniścaya, vyavasāya[92]) 혹은 거듭하여 아는 것
2. 견(見, 산스크리트어: dṛṣṭi, darśana, 팔리어: diṭṭhi, 영어: view): 추구(推求) 혹은 현조(現照, 산스크리트어: pratyakṣa[93])
3. 명(明, 산스크리트어: vidyā, 팔리어: vijjā, 영어: right knowledge, clarity): 명랑(明朗, 산스크리트어: ālokavṛddhiḥ[94])
4. 각(覺, 산스크리트어: bodhi, 팔리어: bodhi, 영어: awaken to the real nature of existence, become enlightened, enlightenment): 각오(覺悟, 산스크리트어: buddhi, jāgara[95])
5. 해(解, 산스크리트어: bodhana, 영어: understanding, knowledge, dissolving doubt[96][97]): 달해(達解, 산스크리트어: gati-bodhana[98])
6. 혜(慧, 산스크리트어: prajñā, 팔리어: paññā, 영어: wisdom, understanding, discernment, insight, cognitive acuity): 간택(簡擇, 산스크리트어: pravicaya, 팔리어: vicaya, 영어: discrimination, discerning the true from the false[99][100])
7. 광(光, 산스크리트어: kiraṇa, 영어: light, wisdom[101]): 혜광(慧光), 혜일(慧日, 산스크리트어: jñāna-divākara), 혜조(慧照)[102][103]
8. 관(觀, 산스크리트어: vipaśyanā, upalakṣaṇa, paśyanti, 영어: analytical meditation, observation meditation, discern or observe the principle of reality, see things as they really are, analyze with wisdom[104]): 관찰(觀察)[105]

## 호향
호향(好香)은 좋은 냄새를 말한다.
1. 호향(好香: 좋은 냄새) · 오향(惡香: 나쁜 냄새)이 다시 각기 등향(等香: 몸에 이로운 냄새) · 부등향(不等香: 몸에 해로운 냄새)으로 나뉘어서 이루어지는 4향(四香)을 구성하는데 사용되는 한 요소이다.
2. 호향(好香: 좋은 냄새) · 오향(惡香: 나쁜 냄새) · 평등향(平等香: 좋지도 나쁘지도 않은 냄새)의 3향(三香)의 하나이다.

## 혼침
혼침(惛沈,
가라앉은 마음,
산스크리트어: styāna,
팔리어: thīna)은
몸과 마음을 무겁게 하고 침울하게 하고 무기력하게 하는 마음작용이다.

## 화
화(火)는 번뇌의 다른 이름 가운데 하나로, 번뇌가 유정으로 하여금 자신이 쌓아올린 선근(善根)의 자량[薪]을 불태워 사라지게 한다는 것을 뜻한다.

## 화엄
1. 화엄(華嚴, 산스크리트어: avataṃsaka, avataṃsa, puṣpa-citra, sphuṭa, 영어: flower adornment, flower ornament, garland)은 《화엄경(華嚴經)》을 말한다.
2. 화엄(華嚴, 산스크리트어: avataṃsaka, avataṃsa, puṣpa-citra, sphuṭa, 영어: flower adornment, flower ornament, garland)은 화엄종(華嚴宗)을 말한다.
3. 화엄(華嚴, 산스크리트어: avataṃsaka, avataṃsa, puṣpa-citra, sphuṭa, 영어: flower adornment, flower ornament, garland)은 화엄종의 교의 즉 화엄교학을 말한다.
4. 화엄(花嚴, 산스크리트어: mukha-puṣpaka, mukha-phullaka, 영어: flower adornment)은 화엄(華嚴)의 다른 말이다. 따라서 《화엄경》 · 화엄종 또는 화엄교학을 뜻한다.

## 환속
환속(還俗)은 승려가 됐던 사람이 다시 속인으로 돌아오는 것을 가리킨다.

## 회
회(悔)는 악작(惡作)의 다른 말이다.

## 획
획(獲)은 획득(獲得)의 다른 말이다.

## 획득
획득(獲得, 산스크리트어: pratilambha) 또는 획(獲)은 득(得)의 일종으로 아직 획득한 적이 없었던 것이나 혹은 일찍이 상실한 것을 지금 다시 획득하는 힘을 뜻한다. (참고: 성취)

## 후유
1. 후유(後有,
산스크리트어: punar-bhava,
paunarbhavika,
영어: subsequent incarnation,
later existence,
that which is later existent,
future karma)는 후세(後世)의 유(有)를 말한다. 유(有)는 미혹한 생존의 상태 또는 윤회에 속박된 삶을 말하며, 따라서 후유는 아직 열반을 증득하지 못한 유정이 다음 생에서 과보로서 받게 될 미혹한 생존의 상태 또는 윤회에 속박된 삶을 말한다. 달리 말하면, 다음 생에서 받는 몸과 마음을 말한다.
2. 후유(後有,
산스크리트어: punar-bhava,
paunarbhavika,
영어: final incarnation,
final existence)는 최후(最後)의 유(有)를 말한다. 최후신(最後身)이라고도 한다. 유정의 생사윤회에 있어서의 마지막 삶을 말한다. 즉, 완전한 깨달음을 증득할 당시의 생애[有]를 말한다. 예를 들어, 고타마 붓다의 생애를 최후신의 의미로서 후유(後有)라고 한다.

## 후제
후제(後際, 산스크리트어: aparānta)는 전제(前際) · 중제(中際) · 후제(後際)의
3제(三際) 가운데 하나로, 미래를 말한다.

## 후회
후회(後悔)의 일반 사전적인 의미는 '이전의 잘못을 깨치고 뉘우침, 일이 지난 뒤에 잘못을 깨치고 뉘우침' 으로, 전통적인 불교 용어로는 추회(追悔)라고 한다. 부파불교의 설일체유부와 유식유가행파와 법상종의 교학에 따르면, 후회 또는 추회는 악작(惡作) 즉 회(悔)의 마음작용의 본질적 성질[性]이다.

## 흔
흔(欣)은 환멸연기와 그것에 의해 증득되는 열반을 흔락(欣樂: 기뻐하고 즐김)하게 하는 선한 마음작용이다. 한편, 염(厭: 싫어함)은 유전연기와 그 결과물인 생사윤회를 염오(厭惡)하게 하는 선한 마음작용이다.

## 흔작의
흔작의(欣作意)는 선한 마음작용들 가운데 하나인 흔(欣)의 마음작용과 상응하는 것 또는 흔(欣)의 마음작용과 상응하고 있는 상태를 말한다.

## 흥성사
흥성사(興盛事)는 흥하고 성한 일을 말한다. 예를 들어, 《구사론》 제21권에 따르면, 질(嫉) 즉 시기 또는 질투는 다른 이의 온갖 흥성사에 대해 마음으로 하여금 기뻐하지 않게[不喜] 하는 마음작용이다.

## 희구
희구(希求)의 일반 사전적인 뜻은 '바라고 구함' 또는 '바라고 요구함' 인데, 《구사론》 제4권 따르면 희구는 대지법 가운데 하나인 욕(欲)의 마음작용의 본질적 성질이다.

## 희근
부파불교의 설일체유부의 논서 《아비달마품류족론》 제3권에 따르면,
희근(喜根)은 순희수촉(順喜受觸: 희수에 계합하는 촉, 즉 희수를 일으키는 촉)에 의해 대상이 접촉될 때 일어나는 심희수(心喜受: 마음의 기쁜 느낌) · 평등수(平等受: 평등한 느낌)와, 또한 이들 수(受)에 속하는 다른 수(受: 느낌)들을 통칭한다.

## 희망
희망(希望)의 일반 사전적인 뜻은 '① 앞일에 대하여 기대를 가지고 바람, ② 좋은 결과를 기대하는 마음, 또는 ③ 밝은 전망'인데, 무착의 《현양성교론》과 세친의 《대승오온론》에 따르면 희망은 별경심소 가운데 하나인 욕(欲)의 마음작용의 본질적 성질이다. 이 진술은 마음이 소락경(所樂境) 즉 가애사(可愛事)를 만날 때 마음은 그 가애사에 대해 희망한다는 것을 뜻한다. 즉 기대를 가지고 바라거나 좋은 결과를 기대하거나 또는 밝은 전망을 가진다는 것을 뜻한다.

## 희망천
희망천(戱忘天)은 천(天), 즉 데바, 즉 '천상계의 유정' 가운데 희락(戲樂) 즉 놀이와 즐거움에 빠져 정념(正念)을 잊어버려 자멸한 상태, 즉 실념(失念)의 상태에 빠져 자신의 현재 상태로부터 퇴전하게 된 유정을 말한다. 희망념천(戲忘念天) 또는 유희망념천(遊戲忘念天)이라고도 한다. 대체로, 욕계의 6천, 즉 6욕천의 천(天)에게 이런 일이 일어난다.

## 참고 문헌
- 이 문서에는 다음커뮤니케이션(현 카카오)에서 GFDL 또는 CC-SA 라이선스로 배포한 글로벌 세계대백과사전의 내용을 기초로 작성된 글이 포함되어 있습니다.
- 가전연자 지음, 승가제바·축불념 한역, 권오민 번역 (K.943, T.1543). 《아비담팔건도론》. 한글대장경 검색시스템 - 전자불전연구소 / 동국역경원. K.943(24-695), T.1543(26-771).
- 고려대장경연구소. 《고려대장경 전자 불교용어사전》. 고려대장경 지식베이스 / (사)장경도량 고려대장경연구소.
- 고익진 (1989). 《한국 고대 불교 사상사》. 동국대학교 출판부.
- 곽철환 (2003). 《시공 불교사전》. 시공사 / 네이버 지식백과.
- 구나발타라(求那跋陀羅) 한역 (K.650, T.99). 《잡아함경》. 한글대장경 검색시스템 - 전자불전연구소 / 동국역경원. K.650(18-707), T.99(2-1).
- 구나발타라 한역, 번역자 미상 (K.54, T.353). 《승만경》. 한글대장경 검색시스템 - 전자불전연구소 / 동국역경원. K.54(6-1361), T.353(12-217).
- 구마라습 한역, 차차석 번역 (K.991, T.614). 《좌선삼매경》. 한글대장경 검색시스템 - 전자불전연구소 / 동국역경원. K.991(30-128), T.614(15-269).
- 권오민 (1991). 《경량부철학의 비판적 체계 연구》. 동국대학원 철학박사 학위논문.
- 권오민 (2003). 《아비달마불교》. 민족사.
- 담무참 한역, 번역자 미상 (K.105, T.374). 《대반열반경》. 일명 《북본열반경》. 한글대장경 검색시스템 - 전자불전연구소 / 동국역경원. K.105(9-1), T.374(12-365).
- 목건련 지음, 현장 한역, 송성수 번역 (K.945, T.1537). 《아비달마법온족론》. 한글대장경 검색시스템 - 전자불전연구소 / 동국역경원. K.945(24-1091), T.1537(26-453).
- 무착 지음, 바라파밀다라 한역, 이영무 번역 (K.586, T.1604). 《대승장엄경론》. 한글대장경 검색시스템 - 전자불전연구소 / 동국역경원. K.586(16-843), T.1604(31-589).
- 무착 지음, 현장 한역 (K.571, T.1602). 《현양성교론》. 한글대장경 검색시스템 - 전자불전연구소 / 동국역경원. K.571(16-1), T.1602(31-480).
- 무착 지음, 현장 한역, 이한정 번역 (K.572, T.1605). 《대승아비달마집론》. 한글대장경 검색시스템 - 전자불전연구소 / 동국역경원. K.572(16-157), T.1605(31-663).
- 미륵 지음, 현장 한역, 강명희 번역 (K.614, T.1579). 《유가사지론》. 한글대장경 검색시스템 - 전자불전연구소 / 동국역경원. K.570(15-465), T.1579(30-279).
- 법구 지음, 승가발마 등 한역, 김형준 번역 (K.960, T.1552). 《잡아비담심론》. 한글대장경 검색시스템 - 전자불전연구소 / 동국역경원. K.960(28-391), T.1552(28-869).
- 법승 지음, 승가제바·혜원 한역, 김재천 번역 (K.959, T.1550). 《아비담심론》. 한글대장경 검색시스템 - 전자불전연구소 / 동국역경원. K.959 (28-355), T.1550 (28-809).
- 법장 술, 노혜남 번역 (K.1513, T.1733). 《화엄경탐현기》. 한글대장경 검색시스템 - 전자불전연구소 / 동국역경원. K.1513(47-458), T.1733(35-107).
- 불타야사·축불념 한역, 번역자 미상 (K.647, T.1). 《장아함경》. 한글대장경 검색시스템 - 전자불전연구소 / 동국역경원. K.647(17-815), T.1(1-1).
- 사리자 설, 현장 한역, 송성수 번역 (K.946, T.1536). 《아비달마집이문족론》. 한글대장경 검색시스템 - 전자불전연구소 / 동국역경원. K.946(24-1183), T.1536(26-367).
- 서정형 (2004). 《나가르주나 『중론』(해제)》. 서울대학교 철학사상연구소 / 네이버 지식백과.
- 서정형 (2004b). 《『밀린다팡하』(해제)》. 서울대학교 철학사상연구소 / 네이버 지식백과.
- 세우 지음, 구나발타라·보리야사 한역, 송성수 번역 (K.950, T.1541). 《중사분아비담론》. 한글대장경 검색시스템 - 전자불전연구소 / 동국역경원. K.950(25-271), T.1541(26-627).
- 세우 지음, 현장 한역, 송성수 번역 (K.949, T.1542). 《아비달마품류족론》. 한글대장경 검색시스템 - 전자불전연구소 / 동국역경원. K.949(25-149), T.1542(26-692).
- 세친 지음, 현장 한역, 권오민 번역 (K.955, T.1558). 《아비달마구사론》. 한글대장경 검색시스템 - 전자불전연구소 / 동국역경원. K.955(27-453), T.1558(29-1).
- 세친 지음, 현장 한역, 김묘주 번역 (K.594, T.1597). 《섭대승론석》. 한글대장경 검색시스템 - 전자불전연구소 / 동국역경원. K.594(17-76), T.1597(31-321).
- 세친 지음, 현장 한역, 송성수 번역 (K.618, T.1612). 《대승오온론》. 한글대장경 검색시스템 - 전자불전연구소 / 동국역경원. K.618(17-637), T.1612(31-848).
- 세친 지음, 현장 한역, 송성수 번역 (K.644, T.1614). 《대승백법명문론》. 한글대장경 검색시스템 - 전자불전연구소 / 동국역경원. K.644(17-808), T.1614(31-855).
- 승가제바(僧伽提婆) 한역. 《중아함경》. 한글대장경 검색시스템 - 전자불전연구소 / 동국역경원.
- 안혜 지음, 지바하라 한역, 조환기 번역 (K.619, T.1613). 《대승광오온론》. 한글대장경 검색시스템 - 전자불전연구소 / 동국역경원. K.619(17-641), T.1613(31-850).
- 안혜 지음, 현장 한역, 이한정 번역 (K.576, T.1605). 《대승아비달마잡집론》. 한글대장경 검색시스템 - 전자불전연구소 / 동국역경원. K.576(16-228), T.1606(31-694).
- 오백 아라한 지음, 현장 한역, 송성수 번역 (K.952, T.1545). 《아비달마대비바사론》. 한글대장경 검색시스템 - 전자불전연구소 / 동국역경원. K.952(26-1,27-1), T.1545(27-1).
- 운월 (2005). 《근본불교의 수행체계에 대하여》. 한국선학회.
- 운허.  동국역경원 편집, 편집. 《불교 사전》.
- 용수 지음, 구마라습 한역, 김성구 번역 (K.549, T.1509). 《대지도론》. 한글대장경 검색시스템 - 전자불전연구소 / 동국역경원. K.549(14-493), T.1509(25-57).
- 용수 지음, 구마라습 한역, 박인성 번역 (K.577, T.1564). 《중론》. 한글대장경 검색시스템 - 전자불전연구소 / 동국역경원. K.577(16-350), T.1564(30-1).
- 제바설마 지음, 현장 한역, 송성수 번역 (K.947, T.1539). 《아비달마식신족론》. 한글대장경 검색시스템 - 전자불전연구소 / 동국역경원. K.947 (25-1), T.1539 (26-531).
- 중현 지음, 현장 한역, 권오민 번역 (K.956, T.1562). 《아비달마순정리론》. 한글대장경 검색시스템 - 전자불전연구소 / 동국역경원. K.956(27-680), T.1562(29-329).
- 중현 지음, 현장 한역, 권오민 번역 (K.957, T.1563). 《아비달마장현종론》. 한글대장경 검색시스템 - 전자불전연구소 / 동국역경원. K.957(28-1), T.1563(29-777).
- 축불념 한역, 노혜능 번역 (K.530, T.1485). 《보살영락본업경》. 한글대장경 검색시스템 - 전자불전연구소 / 동국역경원. K.530(14-374), T.1485(24-1010).
- 최봉수 (1999). 〈색온에서의 색의 의미 - 구사론과 청정도론의 색온론을 비교하여〉. 《불교학보》.
- 현장 한역, 김달진 번역 (K.154, T.676). 《해심밀경》. 한글대장경 검색시스템 - 전자불전연구소 / 동국역경원. K.154(10-709), T.676(16-688).
- 호법 등 지음, 현장 한역, 김묘주 번역 (K.614, T.1585). 《성유식론》. 한글대장경 검색시스템 - 전자불전연구소 / 동국역경원. K.614(17-510), T.1585(31-1).
- 황욱 (1999). 《무착[Asaṅga]의 유식학설 연구》. 동국대학원 불교학과 박사학위논문.
- (영어) Bodhi, Bhikkhu (trans.) (2000). 《The Connected Discourses of the Buddha: A Translation of the Samyutta Nikaya》. Boston: Wisdom Publications. ISBN 0-86171-331-1.
- (영어) Dawson, John (1888). 《A Classical Dictionary Of Hindu Mythology And Religion Geography History And Literature》. London: Trübner.
- (영어) DDB. 《Digital Dictionary of Buddhism (電子佛教辭典)》. Edited by A. Charles Muller.
- (영어) Macdonell, Arthur Anthony (1929). 《A practical Sanskrit dictionary with transliteration, accentuation, and etymological analysis throughout》. London: Oxford University Press.
- (영어) Gethin, R.M.L. (1992). 《The Buddhist Path to Awakening: A Study of the Bodhi-Pakkhiyā Dhammā》. Leiden: E.J. Brill. ISBN 90-04-09442-3.
- (영어) Rhys Davids, Caroline A.F. ([1900], 2003). 《Buddhist Manual of Psychological Ethics, of the Fourth Century B.C., Being a Translation, now made for the First Time, from the Original Pāli, of the First Book of the Abhidhamma-Piṭaka, entitled Dhamma-Saṅgaṇi (Compendium of States or Phenomena)》. Whitefish, MT: Kessinger Publishing. ISBN 0-7661-4702-9.
- (영어) Sanskrit and Tamil Dictionaries. 《Cologne Digital Sanskrit Dictionaries》. Institute of Indology and Tamil Studies, Cologne University (www.sanskrit-lexicon.uni-koeln.de).
- (영어) Rhys Davids, T.W. & William Stede (eds.) (1921-5). 《The Pali Text Society's Pali–English Dictionary》. Chipstead: Pali Text Society.
- (영어) Thanissaro Bhikkhu (1996, 1998). 《Wings to Awakening》. Retrieved 2008-07-07 from "Access to Insight" at http://www.accesstoinsight.org/lib/authors/thanissaro/wings/index.html.
- (중국어) 가다연니자 조, 현장 한역 (T.1544). 《아비달마발지론(阿毘達磨發智論)》. 대정신수대장경. T26, No. 1544, CBETA.
- (중국어) 가전연자 지음, 승가제바·축불념 한역 (T.1543). 《아비담팔건도론(阿毘曇八犍度論)》. 대정신수대장경. T26, No. 1543, CBETA.
- (중국어) 구나발타라(求那跋陀羅) 한역 (T.99). 《잡아함경(雜阿含經)》. 대정신수대장경. T2, No. 99, CBETA.
- (중국어) 구나발타라 한역 (T.353). 《승만경(勝鬘經)》. 대정신수대장경. T12, No. 353, CBETA.
- (중국어) 구마라습 한역 (T.614). 《좌선삼매경(坐禪三昧經)》. 대정신수대장경. T15, No. 614, CBETA. }
- (중국어) 규기 찬 (T.1830). 《성유식론술기(成唯識論述記)》. 대정신수대장경. T43, No. 1830, CBETA.
- (중국어) 규기 찬 (T.1861). 《대승법원의림장(大乘法苑義林章)》. 대정신수대장경. T45, No. 1861, CBETA.
- (중국어) 길장 찬 (T.1744). 《승만보굴(勝鬘寶窟)》. 대정신수대장경. T37, No. 1744, CBETA.
- (중국어) 담무참 한역 (T.374). 《대반열반경(大般涅槃經)》. 일명 《북본열반경》. 대정신수대장경. T12, No. 374, CBETA.
- (중국어) 목건련 조, 현장 한역 (T.1537). 《아비달마법온족론(阿毘達磨法蘊足論)》. 대정신수대장경. T26, No. 1537, CBETA.
- (중국어) 무착 조, 바라파밀다라 한역 (T.1604). 《대승장엄경론(大乘莊嚴經論)》. 대정신수대장경. T31, No. 1604, CBETA.
- (중국어) 무착 조, 현장 한역 (T.1602). 《현양성교론(顯揚聖教論)》. 대정신수대장경. T31, No. 1602, CBETA.
- (중국어) 무착 조, 현장 한역 (T.1605). 《대승아비달마집론(大乘阿毘達磨集論)》. 대정신수대장경. T31, No. 1605, CBETA.
- (중국어) 미륵 조, 현장 한역 (T.1579). 《유가사지론(瑜伽師地論)》. 대정신수대장경. T30, No. 1579. CBETA.
- (중국어) 법구 조, 승가발마 등 한역 (T.1552). 《잡아비담심론(雜阿毘曇心論)》. 대정신수대장경. T28, No. 1552, CBETA.
- (중국어) 법승 조, 승가제바·혜원 한역 (T.1550). 《아비담심론(阿毘曇心論)》. 대정신수대장경. T28, No. 1550, CBETA.
- (중국어) 법운 편찬 (T.2131). 《번역명의집(翻譯名義集)》. 대정신수대장경. T54, No. 2131, CBETA.
- (중국어) 법장 술 (T.1733). 《화엄경탐현기(華嚴經探玄記)》. 대정신수대장경. T35, No. 1733, CBETA.
- (중국어) 佛門網. 《佛學辭典(불학사전)》.
- (중국어) 불타야사·축불념 한역 (T.1). 《장아함경(長阿含經)》. 대정신수대장경. T1, No. 1, CBETA. }
- (중국어) 사리자 설, 현장 한역 (T.1536). 《아비달마집이문족론(阿毘達磨集異門足論)》. 대정신수대장경. T26, No. 1536, CBETA.
- (중국어) 색건타라 조, 현장 한역 (T.1554). 《입아비달마론(入阿毘達磨論)》. 대정신수대장경. T28, No. 1554, CBETA. }
- (중국어) 星雲. 《佛光大辭典(불광대사전)》 3판.
- (중국어) 세우 조, 구나발타라·보리야사 한역 (T.1541). 《중사분아비담론(眾事分阿毘曇論)》. 대정신수대장경. T26, No. 1541, CBETA.
- (중국어) 세우 조, 현장 한역 (T.1542). 《아비달마품류족론(阿毘達磨品類足論)》. 대정신수대장경. T26, No. 1542, CBETA.
- (중국어) 세친 조, 진제 한역 (T.1559). 《아비달마구사석론(阿毘達磨俱舍釋論)》. 대정신수대장경. T29, No. 1559, CBETA.
- (중국어) 세친 조, 현장 한역 (T.1558). 《아비달마구사론(阿毘達磨俱舍論)》. 대정신수대장경. T29, No. 1558, CBETA.
- (중국어) 세친 조, 현장 한역 (T.1597). 《섭대승론석(攝大乘論釋)》. 대정신수대장경. T31, No. 1597, CBETA.
- (중국어) 세친 조, 현장 한역 (T.1612). 《대승오온론(大乘五蘊論)》. 대정신수대장경. T31, No. 1612, CBETA.
- (중국어) 세친 조, 현장 한역 (T.1614). 《대승백법명문론(大乘百法明門論)》. 대정신수대장경. T31, No. 1614, CBETA.
- (중국어) 세친 조, 현장 한역, 규기 주해 (T.1836). 《대승백법명문론해(大乘百法明門論解)》. 대정신수대장경. T44, No. 1836_, CBETA.
- (중국어) 승가제바(僧伽提婆) 한역 (T.26). 《중아함경(中阿含經)》. 대정신수대장경. T1, No. 26, CBETA.
- (중국어) 阿含辭典. 《阿含辭典(아함사전)》.
- (중국어) 안혜 조, 지바하라 한역 (T.1613). 《대승광오온론(大乘廣五蘊論)》. 대정신수대장경. T31, No. 1613, CBETA.
- (중국어) 안혜 조, 현장 한역 (T.1606). 《대승아비달마잡집론(大乘阿毘達磨雜集論)》. 대정신수대장경. T31, No. 1606, CBETA.
- (중국어) 연수 편찬 (T.2016). 《종경록(宗鏡錄)》. 대정신수대장경. T48, No. 2016, CBETA.
- (중국어) 오백 아라한 조, 현장 한역 (T.1545). 《아비달마대비바사론(阿毘達磨大毘婆沙論)》. 대정신수대장경. T27, No. 1545, CBETA.
- (중국어) 용수 조, 구마라습 한역 (T.1509). 《대지도론(大智度論)》. 대정신수대장경. T25, No. 1509, CBETA. }
- (중국어) 용수 조, 구마라습 한역 (T.1564). 《중론(中論)》. 대정신수대장경. T30, No. 1564, CBETA.
- (중국어) 원측 찬 (X.369). 《해심밀경소(解深密經疏)》. 만신찬속장경. X21, No. 369, CBETA.
- (중국어) 원휘(圓暉) (T.1823). 《구사론송소론본(俱舍論頌疏論本)》. 대정신수대장경. T41, No. 1823, CBETA.
- (중국어) 丁福保. 《佛學大辭典(불학대사전)》. 一行佛學辭典搜尋.
- (중국어) 제관 록 (T.1931). 《천태사교의(天台四教儀)》. 대정신수대장경. T46, No. 1931, CBETA.
- (중국어) 제바설마 조, 현장 한역 (T.1539). 《아비달마식신족론(阿毘達磨識身足論)》. 대정신수대장경. T26, No. 1539, CBETA.
- (중국어) 중현 조, 현장 한역 (T.1562). 《아비달마순정리론(阿毘達磨順正理論)》. 대정신수대장경. T29, No. 1562, CBETA.
- (중국어) 중현 조, 현장 한역 (T.1563). 《아비달마장현종론(阿毘達磨藏顯宗論)》. 대정신수대장경. T29, No. 1563, CBETA.
- (중국어) 지의 설, 관정 록 (T.1783). 《금광명경현의(金光明經玄義)》. 대정신수대장경. T39, No. 1783, CBETA. }
- (중국어) 지의 설, 법신 기 (T.1916). 《석선바라밀차제법문(釋禪波羅蜜次第法門)》. 대정신수대장경. T46, No. 1916, CBETA.
- (중국어) 축불념 한역 (T.1485). 《보살영락본업경(菩薩瓔珞本業經)》. 대정신수대장경. T24, No. 1485, CBETA.
- (중국어) 현장 한역 (T.1563). 《해심밀경(解深蜜經)》. 대정신수대장경. T16, No. 676, CBETA.
- (중국어) 혜원 찬 (T.1851). 《대승의장(大乘義章)》. 대정신수대장경. T44, No. 1851, CBETA.
- (중국어) 호법 등 지음, 현장 한역 (T.1585). 《성유식론(成唯識論)》. 대정신수대장경. T31, No. 1585, CBETA.